# Erkki Aro
Erkki Aro (* 11. März 1916 in Helsinki; † 1993) war ein finnischer Orientierungsläufer.
Aro gehörte dem Orientierungslaufverein Helsingin Suunnistajat an. Hier lief er unter anderem mit Arvo Ek und Juhani Salmenkylä in einer Mannschaft zusammen. Mitte der 1950er Jahre gehörte der Verein zu den besten Finnlands und Skandinaviens. Aro gewann mit der Staffel des Vereins vier finnische Meistertitel sowie zwischen 1949 und 1960 siebenmal die Jukola sowie 1954 die Tiomila in Schweden. Im Einzel gewann er 1949 und 1953 die finnische Meisterschaft, zudem wurde er dreimal finnischer Vizemeister.
An Europa- oder Weltmeisterschaften, die erst in den 1960ern erstmals ausgetragen wurden, nahm Aro nicht mehr teil.

## Erfolge
Einzel:
- Finnische Meisterschaften:
  - 1. Platz: 1949 und 1953
  - 2. Platz: 1947, 1950 und 1956
  - 3. Platz: 1952 und 1954

Staffel:
- Finnische Meisterschaften:
  - 1. Platz: 1954, 1955, 1956 und 1959
  - 2. Platz: 1952
  - 3. Platz: 1949, 1953, 1958 und 1960

- Jukola-Sieger: 1949, 1950, 1952, 1953, 1956, 1957 und 1960
- Tiomila-Sieger: 1954